# Говард-Сіті (Небраска)
Говард-Сіті (англ. Howard City) — селище (англ. village) в США, в окрузі Говард штату Небраска. Населення — 181 особа (2020).

## Географія
Говард-Сіті розташований за координатами 41°4′31″ пн. ш. 98°42′55″ зх. д. / 41.07528° пн. ш. 98.71528° зх. д. (41.075411, -98.715322).  За даними Бюро перепису населення США в 2010 році селище мало площу 1,84 км², з яких 1,84 км² — суходіл та 0,00 км² — водойми.

## Демографія
Згідно з переписом 2010 року, у селищі мешкало 189 осіб у 90 домогосподарствах у складі 54 родин. Густота населення становила 103 особи/км².  Було 100 помешкань (54/км²).
Расовий склад населення:
| - 97,4 % — білих - 2,6 % — корінних американців |

До двох чи більше рас належало 0,0 %. Частка іспаномовних становила 5,3 % від усіх жителів.
За віковим діапазоном населення розподілялося таким чином: 17,5 % — особи молодші 18 років, 57,6 % — особи у віці 18—64 років, 24,9 % — особи у віці 65 років та старші. Медіана віку мешканця становила 48,8 року. На 100 осіб жіночої статі у селищі припадало 94,8 чоловіків;  на 100 жінок у віці від 18 років та старших — 100,0 чоловіків також старших 18 років.
Середній дохід на одне домашнє господарство  становив 50 499 доларів США (медіана — 42 083), а середній дохід на одну сім'ю — 60 019 доларів (медіана — 55 000). Медіана доходів становила 29 167 доларів для чоловіків та 25 000 доларів для жінок. За межею бідності перебувало 16,1 % осіб, у тому числі 43,3 % дітей у віці до 18 років та 4,5 % осіб у віці 65 років та старших.
Цивільне працевлаштоване населення становило 90 осіб. Основні галузі зайнятості: освіта, охорона здоров'я та соціальна допомога — 32,2 %, роздрібна торгівля — 18,9 %, виробництво — 13,3 %, оптова торгівля — 7,8 %.